# 泉バスストップ
泉バスストップ（いずみバスストップ）は、兵庫県加西市都染町に位置する中国自動車道のバス停。

## 停車する路線
| のりば | 愛称               | 会社名                 | 行先                                                            | 備考                    |
| ------ | ------------------ | ---------------------- | --------------------------------------------------------------- | ----------------------- |
| 上り線 | 中国ハイウェイバス | 西日本JRバス・神姫バス | 大阪国際空港・大阪（新大阪駅・大阪駅JR高速バスターミナル・USJ） | 急行便のみ              |
| 上り線 | 山崎 - 三ノ宮線    | ウエスト神姫           | 神戸（神姫バス神戸三宮バスターミナル）                          |                         |
| 下り線 | 中国ハイウェイバス | 西日本JRバス・神姫バス | 加西（北条（アスティアかさい））                                | 急行便                  |
| 下り線 | 中国ハイウェイバス | 西日本JRバス・神姫バス | 津山（津山駅）                                                  | 準特急便(4/1～)・急行便 |

## 所要時間
- 大阪駅まで90分
- 新大阪駅まで73分
- USJまで125分
- 三宮まで64分
- 千里ニュータウン（桃山台駅前）まで64分
- 北条バスセンターまで16分
- 津山駅まで93分

## アクセス
- 加西市コミュニティバス 「都染」バス停から徒歩約5分。

## 隣
E2A 中国自動車道
(8)滝野社IC/BS - 泉BS - (8-1)加西IC/BS
座標: 北緯34度55分55.9秒 東経134度53分26.4秒